# Dương tử kinh
Dương tử kinh (danh pháp hai phần: Bauhinia blakeana) (chữ Hán: 洋紫荊) (tên thông dụng ở Việt Nam là hoa hoàng hậu, hoa móng ngựa hoặc là hoa móng bò) là một loại cây thân gỗ thường xanh, thuộc về chi Ban (Bauhinia), với các lá to và dày cùng các hoa đỏ ánh tía nổi bật. Các hoa tương tự như hoa phong lan, có mùi thơm thông thường có kích thước cỡ 10–15 cm, nở từ khoảng đầu tháng 11 năm trước đến cuối tháng 3 năm sau. Đôi khi nó còn được gọi là lan Hồng Kông (香港蘭 - hương cảng lan).
Hình dáng của lá lưỡng thùy tương tự như hình trái tim, dài 7–10 cm và rộng 10–13 cm, với kẽ nứt phân chia phần đỉnh phiến lá. Người Hồng Kông gọi nó lá này là thông minh diệp (聰明葉, "lá thông minh") và coi nó như là biểu tượng của sự thông minh. Một số người còn dùng lá để làm vật đánh dấu sách với hy vọng nó sẽ hỗ trợ họ học hành tốt hơn.
Tuy nhiên, thông thường nó là vô sinh (không tạo hạt), điều này làm một số người cho rằng nó có nguồn gốc là một loại cây lai ghép, có lẽ là giữa ban trắng (Bauhinia variegata) và ban tía (Bauhinia purpurea), mặc dù điều này vẫn còn là một vấn đề gây tranh cãi. Việc nhân giống được thực hiện bằng cách chiết, ghép cành, và loài cây này ưa thích nơi nhiều ánh sáng và đất tốt.

## Lịch sử
Dương tử kinh được một nhà truyền giáo người Pháp của Hội Thừa sai Paris phát hiện ra vào năm 1880, ở gần một khu nhà hoang bên bờ biển đảo Hồng Kông gần Bạc Phù Lâm (薄扶林) và được nhân giống đến các vườn bách thảo chính thức ở Victoria/Central.
Mô tả khoa học đầy đủ đầu tiên về cây này được thực hiện bởi Stephen Troyte Dunn, Giám đốc Sở Lâm nghiệp và Thực vật, người đã phân loại Dương tử kinh vào chi Bauhinia (Móng bò) trong bài báo năm 1908 của mình. Dunn đặt tên khoa học cho nó là Bauhinia × blakeana theo tên của hai vợ chồng Henry Arthur Blake, Thống đốc Hồng Kông thứ 12 (1898 - 1903) để tri ân hai ông bà đã quảng bá cho Vườn bách thảo Hồng Kông.
Mô tả của Dunn về Dương tử kinh dựa trên những cây trong Vườn bách thảo, được trồng từ cành giâm từ những cây được trồng trong Hội thừa sai Paris tại Bạc Phù Lâm, trên bờ biển phía tây của Đảo Hồng Kông, và đến lượt chúng lại bắt nguồn từ một cây (hoặc nhiều cây) được tìm thấy gần đó. Theo như chúng ta biết, tất cả các cành giâm của Hội thừa sai đều được lấy từ một cây duy nhất, vì vậy tất cả các cây Dương tử kinh ngày nay sẽ là bản sao của cây ban đầu. Tiến sĩ Lawrence Ramsden thuộc Khoa Thực vật học của Đại học Hồng Kông ước tính rằng nguồn gốc vô tính này có nghĩa là B. × blakeana có thể dễ bị tàn phá bởi dịch bệnh, mặc dù cho đến nay nó đã tránh được các bệnh lớn.
Để tránh tình trạng B. × blakeana dễ mắc bệnh do thiếu sự đa dạng di truyền từ các bản sao hiện tại của một cây B. × blakeana duy nhất vào những năm 1880, cần phải nỗ lực lai tạo lại loài bố mẹ của B. × blakeana, tức là lai B. purpurea và B. variegata để tạo ra các mẫu lai mới của B. × blakeana thay vì bổ sung vật liệu di truyền mới vào nguồn B. × blakeana hiện tại.

### Biểu tượng

Cờ Hồng Kông với biểu tượng hoa dương tử kinh

Bauhinia blakeana đã được Hội đồng thị chính Hồng Kông phê chuẩn là biểu tượng của Hồng Kông vào năm 1965. Kể từ năm 1997, nó đã trở thành loài hoa biểu tượng cho đặc khu hành chính Hồng Kông của Cộng hòa Nhân dân Trung Hoa và nó xuất hiện trên lá cờ của Hồng Kông, khu huy Hồng Kông và cũng như trên các đồng đô la Hồng Kông; tên gọi trong tiếng Trung gần đây cũng đã được làm ngắn gọn lại thành tử kinh (紫荊) do dương (洋) còn có nghĩa là "nước ngoài" trong ngôn ngữ này và điều đó có thể bị coi là không thích hợp đối với chính quyền Cộng hòa Nhân dân Trung Hoa. Một bức tượng mô phỏng loài hoa này cũng đã được dựng lên tại Quảng trường Golden Bauhinia ở Hồng Kông.

Huy hiệu Hồng Kông với biểu tượng hoa dương tử kinh

Một điều thú vị là mặc dù hoa của nó có màu tía ánh hồng tươi màu nhưng nó lại được vẽ thành màu trắng trên lá cờ của Hồng Kông.
Loài thực vật đặc hữu này của Hồng Kông cũng đã được đưa vào Đài Loan năm 1967. Vào năm 1984 nó đã được bầu chọn là loài hoa của thành phố Gia Nghĩa (嘉義), miền tây nam Đài Loan.